# Distretto di Yanaoca
Il distretto di Yanaoca è uno degli otto distretti della provincia di Canas, in Perù. Si trova nella regione di Cusco.